# Tanjungmekar (Pakisjaya)
Tanjungmekar is een bestuurslaag in het regentschap Karawang van de provincie West-Java, Indonesië. Tanjungmekar telt 3345 inwoners (volkstelling 2010).